# Душан Илић
Душан Илић (Ниш, 14. август 1943 — Ниш, 2006) био је српски архитекта.

## Биографија
Архитекта др Душан Илић рођен је у скромној грађанској породици, у Нишу, у тадашњој Краљевини Југославији. Основно и средњошколско образобање завршио је у свом родном Нишу. Дипломирао је 1966. године на Архитектонско-конструктивном смеру Техничког факултета у Нишу. По дипломирању радио је у Заводу за заштиту споменика културе на пројектантским и рестаураторско-извођачким радовима, а од 1968. године је на Техничком факултету, а сада Грађевинском - у звању асистента, доцента и ванредног професора. 
У пракси је пројектовао више стамбених и објеката студентског стандарда.

## Изведени објекти
- Стамбено насеље »Горица«, Ниш, 1983.
- Дом студената код техничких факултета, Ниш.
- Студентски ресторан код техничких факултета, Ниш.

## Научни рад
Највећи допринос у научном раду дао је на пољу становања, сврставајући се тако у групу аутора која се бавила овом доста сложеном проблематиком на простору бивше Југославије, као што су Михаило Чанак, Федор Критовац, Пауел Гестл и многи други. 
Објавио је следеће књиге из те проблематике:
- »Стан и породица«, 1983.
- »Пројектовање стамбених зграда I: организација стана«, 1992.
- »Становање у вишепородичним спратним зградама у новим тржишним условима: становање 1«, 1996.
- »Станови и зграде за тржиште: становање 2«, 1998.